# ماريسا باينا
ماريسا باينا (بالإنجليزية: Marisa Baena)‏ هي لاعبة غولف أمريكية، ولدت في 1 يونيو 1977 في بيريرا في كولومبيا.

## وصلات خارجية
- ماريسا باينا على موقع رابطة لاعبات الغولف المحترفات (الإنجليزية)